# Pierre-Marie Osouf

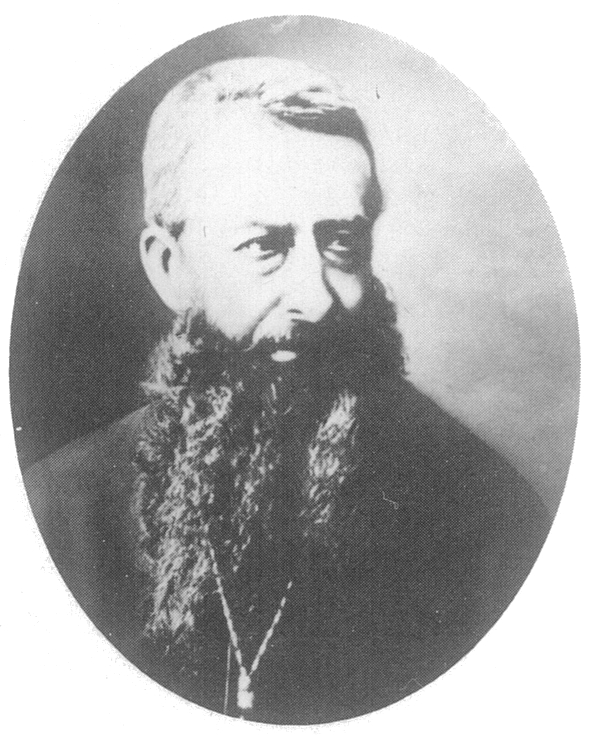
Pierre-Marie Osouf

Pierre-Marie Osouf MEP (* 26. Mai 1829 in Cerisy-la-Salle; † 27. Juni 1906 in Bunkyō, Tokio) war ein französischer Missionar und römisch-katholischer Bischof.

## Leben
Pierre-Marie Osouf wurde 1829 in Cerisy-la-Salle geboren. Er war das älteste von zwölf Geschwistern.
Er begann bei einem seiner Onkel, einem Priester in der Diözese Coutances, Latein zu lernen und trat dann in das Kolleg von Saint-Lô ein. Anschließend studierte er Theologie am Großen Seminar von Coutances.
Am 11. Juli 1852 wurde er zum Priester für die Pariser Mission geweiht. Drei Jahre war er im Bistum Coutances tätig.
1856 schiffte er sich mit neun weiteren Missionaren von Bordeaux Richtung Fernost ein. Vier Monate später kam er in Singapur an. Er reiste nach Hongkong weiter und war 6 Monate dort tätig. Danach kehrte er nach Singapur zurück und feierte am 6. Januar 1858 dort die erste Messe. Pater Osouf blieb fünf Jahre in Singapur, bevor er durch Pater Cazenave ersetzt wurde.
Dort war er als stellvertretender Prokurator tätig, bevor er 1866 Prokurator wurde. Im Juni 1875 wurde er nach Paris zurückberufen. Im folgenden Jahr wurde er für eine Mission nach Japan ausgewählt. Er wollte zunächst ablehnen und es bedurfte der ganzen Autorität von Pater Prosper-Bernard Delpech, dem Superieur der Pariser Mission, um ihn zu überzeugen. 
Pius IX. ernannte ihn am 19. Dezember 1876 zum Titularbischof von Arsinoë in Arcadia und Apostolischen Vikar von Nordjapan. Der Erzbischof von Aix und vormalige Apostolische Vikar von Japan Théodore-Augustin Forcade spendete ihm am 11. Februar 1877 in der Seminarkapelle der Pariser Mission in der Rue du Bac, Paris, die Bischofsweihe. Mitkonsekratoren waren Bernard-Thadée Petitjean, Apostolischer Vikar von Südjapan und vormaliger Apostolischer Vikar von Japan, und Abel-Anastase Germain, Bischof von Coutances. Bevor er sich nach Japan begab, reiste Bischof Osouf nach Rom, wo er den Segen von Papst Pius IX. erhielt. Einige Tage später schiffte er sich in Neapel ein und am 8. Juli fand in Yokohama in der Kirche Sacré-Cœur die Amtseinführung statt. Am 4. Dezember 1877 legte er den Grundstein für die erste katholische Kirche in Tokio. Am 15. August 1878 weihte Bischof Petijean die Kathedrale. Die Kirche wurde später während des Kantō-Erdbebens im Jahr 1923 zerstört. Er berief 1890 eine Synode in Nagasaki und 1895 eine in Tokio ein.
Am 15. Juni 1891 erhob der Papst sein Vikariat zum Erzbistum Tokio und ernannte ihn zum ersten Erzbischof.
Er wurde auf dem Friedhof Aoyama bestattet.